# Човен дурнів (Босх)
«Човен дурнів» (англ. The Ship of Fools) — картина нідерландського художника Ієронімуса Босха (1450—1516).

## Опис твору
Морською затокою пливе незрозумілий човен. До єдиної щогли прив'язане дерево, з крони якого виглядає сова. Вітрило відсутнє, а човном недбало веслує єдиний персонаж чимось на зразок великої ложки. Корабель без розумного керівника може лише безпорадно тинятися водою, бо не має ні ясної мети попереду, ні клопотань про безпеку маршруту. Глядачі картини зі здивуванням спостерігають за корабельною командою, що викликає і подив, і зневажливе ставлення. Практично ніхто не забезпечує безпеки човна і товариства. Човен давно перетворили на бенкетну кімнату, бо подбали навіть про охолодження ємності з вином. В човні також велика діжка чи то з вином, чи то з пивом. За столом головують чернець-францисканець і чорниця, що грає на лютні. Обидва завзято співають хвацьких пісень. Якийсь дурник лізе на щоглу, де прив'язана смажена курка, наче приз необачному, що ризикне її дістати як на свято травневого дерева. Ще один дурник в червоному намагається звернути увагу дивацького товариства на ризиковану поведінку персонажа на щоглі. Але дивацьке товариство його не чує, а завзято хапає ротом млинець, що підвішений на мотузці і ніяк не дається нікому. Жінка з кухлем, хлопчик і два оголені плавці забезпечують товариство питвом. Ганебну поведінку диваків на човні підтверджує і персонаж-ненажера, що перебрав і якого нудить. Він вивергає їжу у воду, перехилившись через човен.
Здається, що човном править лише блазень, що, однак, байдуже відвернувся від дивацького товариства і сам п'є щось хмільне, зосередившись не на керуванні, а на келиху в власній руці. Зрозуміло, що човен не витримає жодної небезпеки і неодмінно загине з першою ж перешкодою, а його насельці — майбутні мерці, бо на човні запанував повний абсурд.

## Частини зниклого твору Босха
Картина зараз сприймається як окремий твір. Але дослідник Філедт Кок (Filedt Kok) ще 1972 року припустив, що це частини колишнього твору Босха (диптиха чи триптиха), що мав декілька частин, розпилених і проданих в різні країни. Думка вважалась надто сміливою, поки не наважились провести дослідження дощок. Вони виявилися ідентичними, і припущення науковця отримало апаратне підтвердження. Частина в Луврі визнана розпиленою і має лише дві третини від первісного розміру. Її нижня частина, що отримала назву «Алегорія ненажерливості і хтивості» зберігається в Йєльському університеті (Нью-Гейвен, Сполучені Штати). Якщо поєднати ці частини, то вони дорівнюють розмірам стулки з назвою «Смерть користолюбця (Босх)» (Національна галерея мистецтв, Вашингтон, США), тобто це 92,6 × 30,8 см. Відтак, луврська стулка вважається лівою, а вашингтонська — правою від колишнього твору художника.

## Інтерпретації сюжету
Загадковість, неоднозначність, філософська поглибленість притаманні більшості творів Босха. Але художник не був сатириком, що нав'язано йому значно пізніше дослідниками. В повній мірі це стосується і диптиха(?) Ієроніма Босха. Також достеменно невідомо, не з'ясовано, чи був він диптихом, чи триптихом, і що тоді було центральною його частиною.
Човен в добу Босха був розповсюдженим символом ще єдиної на той час католицької церкви. На знак католицької церкви та її вірян вказують чернець-францисканець і чорниця, що грає на лютні. Ієронім Босх наважився в черговій, повчальній картині натякнути на гріхи пересічних, неголовних представників католицької церкви і потонулих в гріхах вірян. В картині «Віз сіна» він вже наважиться в натовпі вершників, грішних світу цього, подати і самого Папу Римського. Створення картини «Віз сіна» якось підозріло збігався з понтифікатом Александра VI з розбещеного роду Борджіа. Європейська політика цього папи сприяла іноземним вторгненням в Італію. З 1497 року він допомагав синові Чезаре в його прагненнях створити сильну державу в Центральній Італії. В боротьбі з політичними супротивниками широко використовував вбивства. Вступив у кровозмісні стосунки з власною дочкою. В 1497 році, не маючи можливості розправитися з відлученим ним від церкви Савонаролою, який вимагав скинення злочинного та розбещеного Папи з престолу, Александр VI активно допомагав його супротивникам, яким вдалося захопити та стратити Савонаролу. Папа усіма засобами збирав гроші — конфісковував майно багатих людей, широко продавав церковні посади. Ці кошти, а також збори від ювілейного 1500 року та хрестоносної десятини, Александр VI використав для завоювання Романьї, яка до цього лише номінально залежала від папської влади. В 1501—1503 роках Папі вдалося подолати наймогутніші феодальні родини папської області — Колонна і Орсіні. Правління Александра VI сильно підірвало авторитет Пап та католицької церкви в цілому в Європі. Таким чином, на включення католицького священства в повчальні картини Босха вплинули не єретичні уподобання Босха, а жахливі звістки про гріховну поведінку навіть в Ватикані, що досягли Нідерландів, Німеччини, де мала от-от спалахнути релігійна війна і контрреформація. Босх жив на етапі, коли загрозливі події в релігійному житті Європи ще визрівали. А його картини були повчальними, мали характер попереджень, неприпустимості панування гріха і хаосу в церкві, попереджень, яких — не почули.
Лише нащадки Босха стануть свідками Реформації, Селянської війни в німецьких князівствах, Пограбування Риму і його руйнації, важкого народження в Європі протестантизму в чаду спалених живих людей, яких катували за прагнення повернути церкву до демократичних засад первісного християнства. В 16 столітті західноєвропейська спільнота остаточно розколеться на дві гілки — консервативний католицизм і здатний на значні і плідні реформи протестантизм.